# Pieńkowice
Pieńkowice – osada śródleśna w Polsce położona w województwie lubuskim, w powiecie strzelecko-drezdeneckim, w gminie Strzelce Krajeńskie.
W latach 1975–1998 miejscowość należała administracyjnie do województwa gorzowskiego.